# 魚住直子
魚住 直子（うおずみ なおこ、1966年 -　）は、日本の児童文学作家。

## 来歴
福岡県福岡市で生まれ、生後まもなく広島県広島市に移り、広島県廿日市市や山口県防府市で育つ。広島県立五日市高等学校を経て、広島大学教育学部心理学科卒業。
1995年、少年少女たちの日常を温かい視点で描いた『非・バランス』で第36回講談社児童文学新人賞を受賞（1996年刊行）。同作は2001年に冨樫森によって映画化された。2008年『Two Trains』で第57回小学館児童出版文化賞受賞。大人向けの小説『ピンクの神様』(2008年)も人気を博す。2010年『園芸少年』で第50回日本児童文学者協会賞受賞。2022年『だいじょうぶくん』で第32回ひろすけ童話賞受賞。

## 著書
- 『非・バランス』（講談社） 1996.6、のち文庫
- 『超・ハーモニー』（講談社） 1997.7、のち文庫
- 『海そうシャンプー』（学習研究社） 1999.7
- 『象のダンス』（講談社） 2000.10 、のち改題文庫化『未・フレンズ』
- 『ハッピーファミリー』（学習研究社） 2001.10
- 『リ・セット』（講談社） 2003.3
- 『オレンジソース』（佼成出版社） 2003.11
- 『バスとロケット』（佼成出版社） 2006.3
- 『Two trains』（学習研究社） 2007.6
- 『ピンクの神様』（講談社） 2008.6
- 『園芸少年』（講談社） 2009.8

2010年に森永あいの手によって漫画化、「なかよし」(講談社)にて掲載された。
- 『大盛りワックス虫ボトル』（講談社） 2011.3
- 『クマのあたりまえ』（ポプラ社） 2011.8 のち文庫
- 『いろはのあした』（あかね書房） 2014.9
- 『てんからどどん』（ポプラ社） 2016.5
- 『いいたいことがあります!』（偕成社） 2018.10
- 『みかん、好き?』（講談社） 2019.9